# Суперкомета: Після удару
«Суперкомета: Після удару» (англ. Super Comet: After the Impact) — американсько-німецький документальний фільм-катастрофа 2007 р. виробництва ZDF і Discovery Channel. Режисер — Штефан Шнайдер. Discovery Channel випустило фільм на DVD у Північній Америці 4 грудня 2007-го. 

## Сюжет
Двогодинний фільм розповідає про вплив на сучасну Землю падіння великої комети у Мексиці біля точки, з якої почалося крейдо-палеогенове вимирання. Фільм ілюструє інтерв'ю кліматологів і дослідників з театралізованами сценами кількох груп людей, які намагаються вижити в перші дні і місяці після катастрофи: розділені сім'ї у Франції, пара вчених на Гаваях, людина, якій вдається вижити протягом часу близько Ground Zero у Мексиці, та плем'я в Камеруні.

## Ролі
- Денніс Кубік — Фернандо
- Меган Гей — дружина Генрі
- Паскаль Лангдейл — Генрі

## Критика
Оцінка фільму на сайті IMD — 7,1/10.

## Цікаві факти
- Місце, вибране для падіння комети, знаходиться на північ від Юкатана, мексиканського узбережжя — там же, де впав метеорит, що 60 млн років тому закінчив існування динозаврів.